# Михаэлис, Вильям

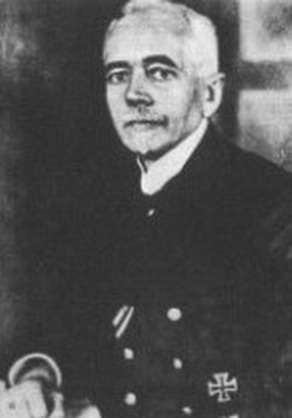
Вильям Михаэлис

Вильям Отто Эрнст Михаэлис (нем. William Otto Ernst Michaelis ; 19 июля 1871, Бишофсбург — 5 января 1948, Путбус) — немецкий вице-адмирал, командующий рейхсмарине в 1920 году.

## Биография
Родился в семье инженера-строителя.
Поступил на флот в 1889 году, в 1892 году получил офицерское звание. С 1901 года служил в Адмиралтействе.
В 1915—1916 годах занимал должность начальника штаба Флота открытого моря.
В 1920 году несколько месяцев исполнял обязанности начальника адмиралтейства (главнокомандующего рейхсмарине). В том же году вышел в отставку в звании вице-адмирала.